# Узиково
Узиково — деревня в Холмогорском районе Архангельской области.

## География
Находится в центральной части Архангельской области на расстоянии приблизительно 3 км на запад-северо-запад по прямой от села Емецк.

## История
В 1859 году здесь (тогда деревня Холмогорского уезда Архангельской губернии) было учтено 6 дворов, в 1905 — также 6. До 2022 года входила в Емецкое сельское поселение до его упразднения.

## Население
Численность населения: 31 человек (1859 год), 45 (1905), 6 (русские 100 %) в 2002 году, 4 в 2010.